# Jackson Richardson
Jackson Richardson (Saint-Pierre, Réunion, 1969. június 14. –) olimpiai bronzérmes és kétszeres világbajnok Réunion születésű francia kézilabdázó. Az 1995-ös év legjobbjának választották.
Fia, Melvyn Richardson szintén francia válogatott kézilabdázó.

## Pályafutása
Richardsont elsősorban védekezőspecialistaként tartják számon, aki remek érzékkel képes megszerezni a labdát, de labdavezető képessége is kivételes. Támadásban az irányítóposzton játszik, de jobbátlövőként is bevethető.
A francia válogatottban 1990. január 10-én Algéria ellen mutatkozott be, utolsó mérkőzésére a nemzeti csapatban pedig 2005. február 5-én Horvátország ellen került sor. A válogatottban összesen 417 mérkőzésen lépett pályára, és 775 gólt ért el.
2008-ban a francia Chambéry csapat játékosaként visszavonult, de 2009. április 12-én a sérülés miatt több kulcsjátékosát nélkülözni kénytelen Rhein-Neckar Löwen megkeresésére igent mondott, és az idény végéig visszatért a kézilabdapályára. Két nappal később a Hamburg elleni Bundesliga-rangadón már pályára is lépett, de gólt nem szerzett.

## Sikerei

### A válogatottban
- 1992-es olimpián bronzérmes
- 1993-as világbajnokságon ezüstérmes
- 1995-ös és a 2001-es világbajnokságon aranyérmes
- 1997-es, a 2003-as és a 2005-ös világbajnokságon bronzérmes

### Klubcsapataiban
- 1993-ban, 2004-ben Kupagyőztesek Európa Kupája győztes
- 1994-ben és 1996-ban francia bajnok
- 1994-ben és 1996-ban francia kupagyőztes
- 2000-ben Euro City Cup győztes
- 2000-ben EHF European Club Championship győztes
- 2001-ben EHF Bajnokok Ligája győztes
- 2001-ben és 2002-ben spanyol szuperkupa győztes
- 2001-ben spanyol ligakupa győztes
- 2002-ben és 2005-ben spanyol bajnok